# Holcopasites linsleyi
Holcopasites linsleyi är en biart som beskrevs av Cooper 1993. Holcopasites linsleyi ingår i släktet Holcopasites och familjen långtungebin. Inga underarter finns listade i Catalogue of Life.